# Villastanza
Villastanza is een plaats (frazione) in de Italiaanse gemeente Parabiago.